# دراسة توصيل العصب

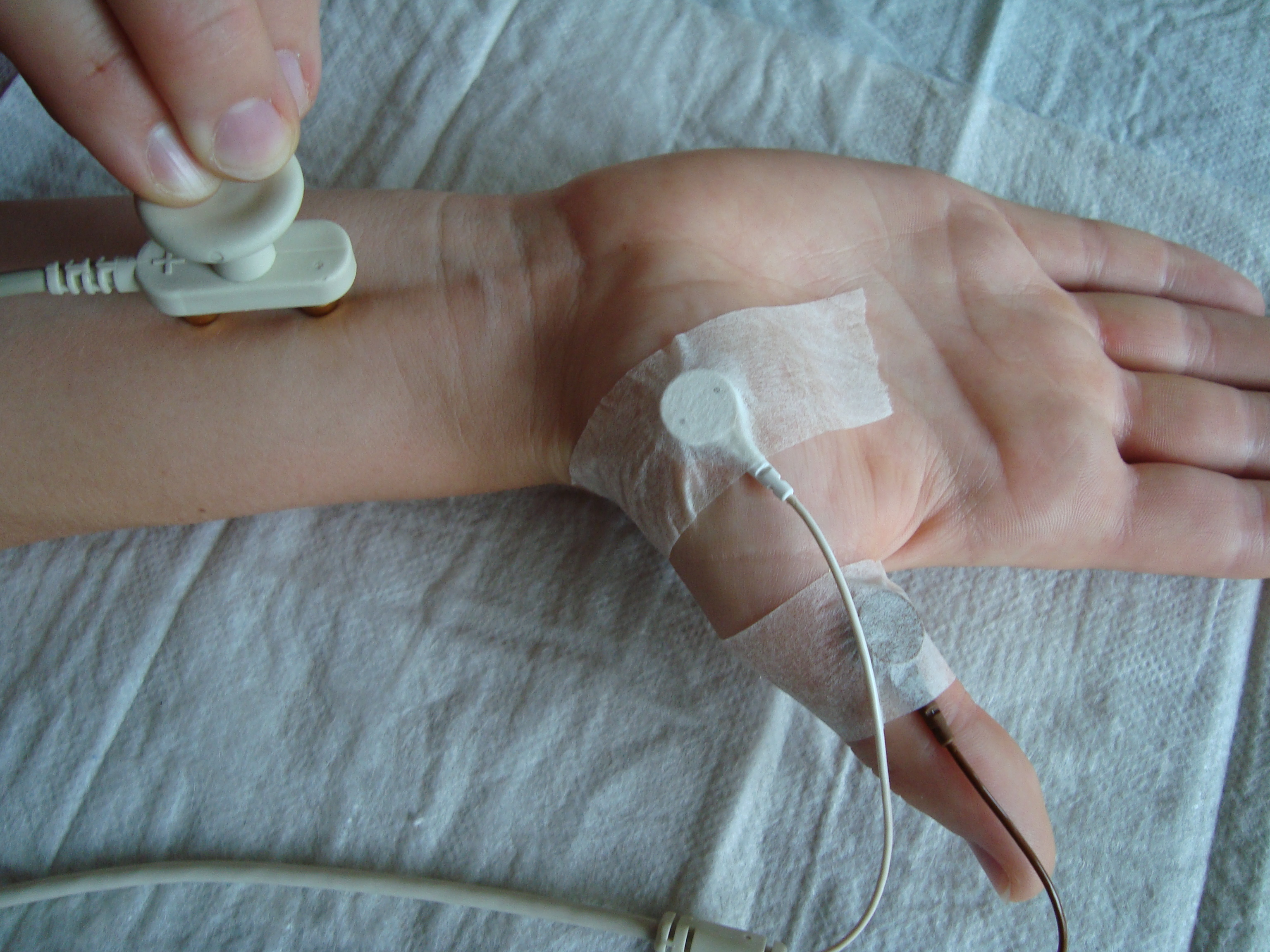
دراسة التوصيل العصبي

دراسة توصيل العصب أو دراسة التوصيل العصبي (بالإنجليزية: nerve conduction study)‏ هي اختبار طبي تشخيصي شائع الاستخدام لتقييم الوظيفة، خاصة قدرة التوصيل الكهربائي للأعصاب الحسية والحركية في الجسم البشري. يمكن إجراء هذه الاختبارات من قبل مختصين طبيين مثل مختصي الأعصاب السريرية، مختصي المعالجة اليدوية، ومختصي العلاج الطبيعي (أطباء الطب الطبيعي وإعادة التأهيل)، وأطباء الأعصاب الذين يتخصصون في الطب التشخيصي الكهربائي.
سرعة التوصيل العصبي هي قياس شائع يتم إجراؤه أثناء هذا الاختبار. ويستخدم المصطلح سرعة التوصيل العصبي عادة للإشارة إلى الاختبار الفعلي، ولكن هذا قد يكون مضللاً ، لأن السرعة هي قياس واحد فقط في مجموعة الاختبار.

## الاستخدامات الطبية
تُقيم دراسات التوصيل العصبي مع التخطيط الكهربائي العضلي بالإبرة وظيفة الأعصاب والعضلات، وقد يُستطب إجراؤها عند الشكوى من ألم في الأطراف أو ضعف ناجم عن انضغاط الأعصاب الشوكية أو مخاوف تتعلق ببعض الإصابات والاضطرابات العصبية الأخرى. لا تسبب إصابات العصب الشوكي ألمًا في العنق أو أوسط الظهر أو أسفله، ولذلك لا تظهر الأدلة أن التخطيط الكهربائي العضلي أو دراسة التوصيل العصبي تساعدان على تشخيص سبب الألم القطني المحوري أو الألم الصدري أو ألم العمود الشوكي الرقبي.
تُستخدم دراسات التوصيل العصبي أساسًا لتقييم تشوش الحس (الخدر والوخز والحرق) و/أو ضعف الذراعين والساقين. يعتمد النمط المطلوب من الدراسة جزئيًا على الأعراض الموجودة. يساعد الفحص السريري مع القصة المرضية الشاملة على توجيه الاستقصاءات. تشمل بعض الاضطرابات الشائعة التي يمكن تشخيصها باستخدام دراسات التوصيل العصبي ما يلي:
- متلازمة النفق الرسغي.
- انحباس العصب الزندي.
- متلازمة غيلان باريه.
- متلازمة النفق الزندي.
- اعتلال الأعصاب المحيطية.
- اعتلال العصب الشظوي.
- الانزلاق الغضروفي.
- متلازمة نفق عظم الكعب.
- اعتلال العصب الزندي.

## التقنية
تتألف دراسة التوصيل العصبي من المكونات التالية:
- دراسة التوصيل العصبي الحركي.
- دراسة التوصيل العصبي الحسي.
- دراسة الموجة F.
- دراسة المنعكس H.

تشترك دراسة التوصيل العصبي غالبًا مع تخطيط كهربائية العضلات بالإبرة.
اعتبر المفتش العام لوزارة الصحة والخدمات الإنسانية مؤخرًا أن استخدام دراسات التوصيل العصبي دون إشراكها بتخطيط كهربائية العضلات بالإبرة يدل على الاستخدام غير الضروري للتخطيط الكهربائي لأهداف مادية.

### دراسة التوصيل العصبي الحركي
تُجرى دراسة التوصيل العصبي الحركي عبر تحريض العصب المحرك وتسجيل الاستجابة في بطن العضلة التي يعصبها. يمثل جهد الفعل العضلي المركب الاستجابة الحاصلة، ويعتمد على المحاور المحركة التي تنقل جهد الفعل إضافةً إلى حالة الوصل العصبي العضلي والألياف العضلية. تُقيم سعة جهد الفعل العضلي المركب وكمون البدء الحركي وسرعات التوصيل وتُحلل روتينيًا. تُحسب سرعة التوصيل الحسي كما في حساب السرعة الحسية عبر قسمة المسافة على الزمن، لكن في هذه الحالة تُقسم المسافة بين موقعين محرضين على فرق الكمون البدئي بينهما، وبالتالي نحصل على سرعة التوصيل في جزء العصب الواصل بين الموقعين المحرضين. تتجنب هذه الطريقة بذلك التشويش الناجم عن الوقت المهدور على عبور الوصل العصبي العضلي وتحريض جهد الفعل العضلي (لأنهما تطرحان من المعادلة).

### دراسة التوصيل العصبي الحسي
تُجرى دراسة التوصيل العصبي الحسي عبر التحريض الكهربائي للعصب المحيطي في أثناء تسجيل الجهد المنقول في موقع مغاير من العصب ذاته. يمكن إجراء ثلاثة قياسات رئيسة، وتشمل: سعة جهد فعل العصب الحسي، والكمون الحسي، وسرعة التوصيل. تمثل سعة جهد فعل العصب الحسي (مقاسة بالمكروفولط) قياسًا لعدد المحاور التي تصل بين الموقع المحرض وموقع التسجيل. يُعرف الكمون الحسي (مقاسًا بالميللي ثانية) بأنه الوقت اللازم لانتقال جهد الفعل بين موقع التحريض وموقع التسجيل على العصب. تُقاس سرعة التوصيل بواحدة الأمتار بالثانية، ويمكن الحصول عليها بقسمة المسافة بين موقعي التحريض والتسجيل على الكمون الحسي: سرعة التوصيل = المسافة/الكمون.

### دراسة الموجة F
تستخدم دراسة الموجة إف تحريضًا فوق أعظمي للعصب المحرك، وتسجل جهود الفعل من العضلات التي يعصبها العصب. لا يُعد هذا منعكسًا بحد ذاته، إذ ينتقل جهد الفعل من موقع المسرى الكهربائي المحرض في الطرف إلى القرن البطني للنخاع الشوكي ويعود إلى الطرف عبر العصب المُحرض ذاته. يمكن استخدام كمون الموجة F لاستنتاج سرعة التوصيل العصبي بين الطرف والنخاع الشوكي، بينما تقيم دراسات التوصيل العصبي الحركي والحسي التوصيل في قسم من الطرف.
تختلف الأمواج F في كمونها، ويُدعى التفاوت الشاذ بينها «التشتت الزمني». يمكن استنتاج سرعة التوصيل عبر قياس طول الطرف بالميلليمتر من موقع التحريض إلى شدفة النخاع الشوكي الموافقة (الناتئ الشوكي الرقبي السابع إلى ثنية المعصم في حالة العصب الناصف). تتضاعف هذه المسافة مرتين كونها تتجه نحو الحبل الشوكي وتعود إلى العضلات (2D). تُقسم المسافة المذكور على فرق الكمون بين الموجتين F و M مطروحًا منهما 1 ميللي ثانية وفق الصيغة التالية:
{\displaystyle {\frac {2D}{F-M-1}}}

### دراسة المنعكس H
تستخدم دراسة المنعكس إتش تحريض العصب وتسجيل التفريغ الكهربائي المنعكس من عضلة الطرف. يقيم هذا أيضًا التوصيل العصبي بين الطرف والنخاع الشوكي، لكن هنا تمر النبضات العصبية الواردة (التي تذهب باتجاه النخاع الشوكي) عبر الأعصاب الحسية بينما تعود النبضات الصادرة (التي تأتي من النخاع الشوكي) عبر الأعصاب الحركية، ولا يمكن تغيير هذه العملية.